# Klooster van Ravengiersburg
Het Klooster van Ravengiersburg (Duits: Kloster Ravengiersburg) bevindt zich in de Duitse plaats Ravengiersburg. Tot 1566 was het klooster een augustijner koorherenstift maar tegenwoordig is het de parochiekerk van Ravengiersburg. De kerk staat ook bekend als de Hunsrückdom.

## Geschiedenis

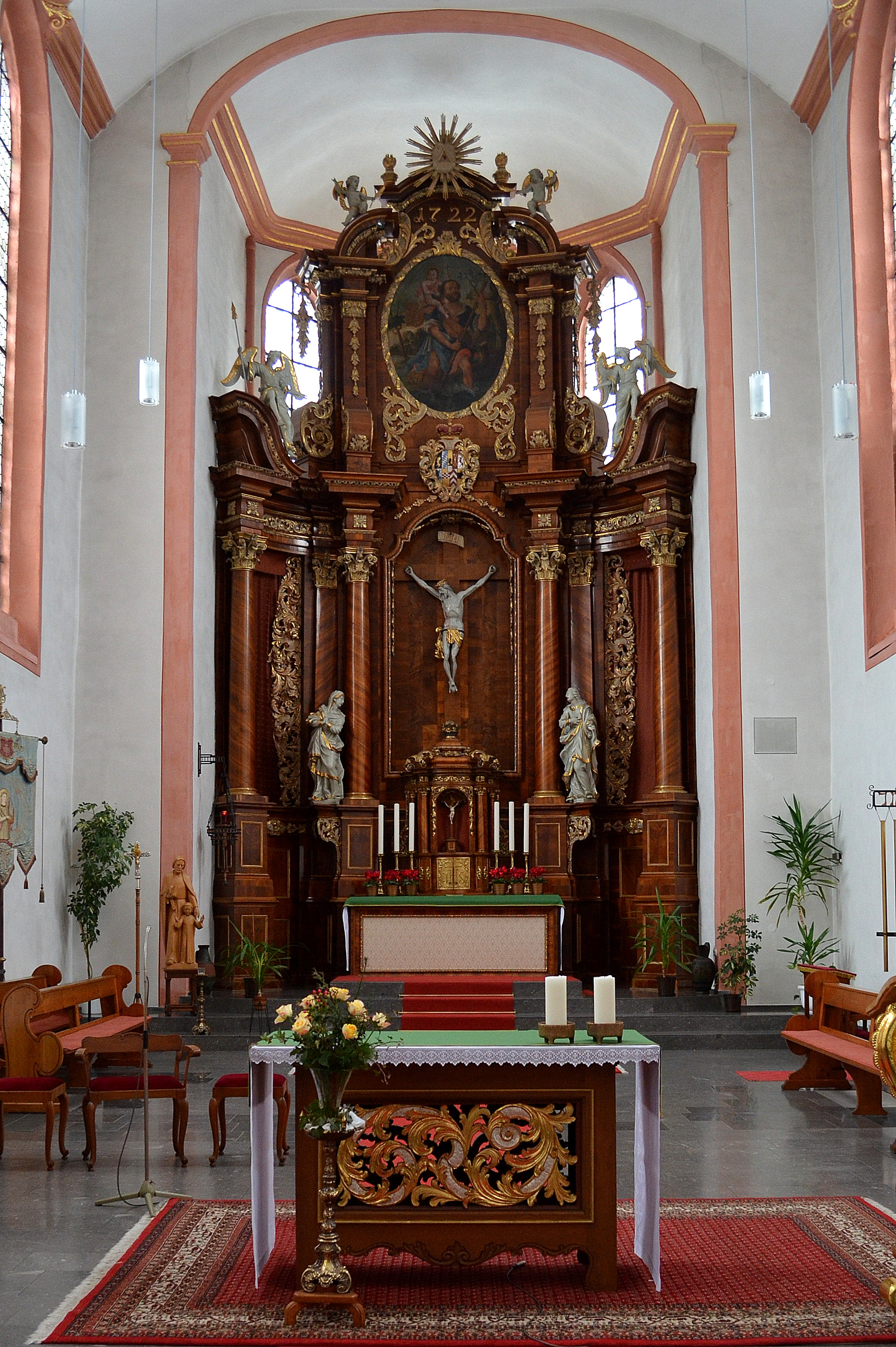
hoogaltaar

Het augustijner koorherenstift te Ravengiersburg werd in het jaar 1074 door aartsbisschop Siegfried von Mainz voor 12 kanunniken opgericht. Dit werd mogelijk gemaakt nadat het kinderloos gebleven gravenechtpaar Berthold en Hedwig van Ravengiersburg waren gestorven en hun hele bezit aan de Nahe, Moezel en in de Hunsrück hadden nagelaten. De kloosterkerk werd aan de heilige Christoffel gewijd. Na het uitsterven van het adelgeslacht Heinzenberg (1395) en de wildgraven van Kyrburg (1408) verkregen de paltsgraven de voogdij over het klooster. In 1410 werd het gehele proosdijgebied met het klooster overgedragen aan het nieuwe hertogdom Pfalz-Simmern-Zweibrücken
De bloeiperiode van het klooster lag in de 14e en 15e eeuw en duurde 250 jaar lang. Tot de reformatie ontwikkelde het klooster zich tot de grootste grondbezitter in de regio met bezittingen van de Moezel tot aan de Nahe, maar in 1564 kwam er een einde aan de kloostertraditie. Meerdere pogingen om het kloosterleven later nieuw leven in te blazen mislukten. Ten slotte werd het complex tijdens de Dertigjarige Oorlog in 1631 door Zweedse troepen in de as gelegd.
Het huidige kerkschip werd tussen 1718 en 1722 door keurvorst Karel III Filips van de Palts op oude fundamenten en onder aanwending van nog oud bouwmateriaal opgericht. Van 1920-1979 gebruikte een filosofisch-theologische ordehogeschool van de missionarissen van de Heilige Familie de gebouwen. Tot 2006 runde een katholieke werknemersorganisatie er een vormingscentrum voor kansarme jongeren in de kloostergebouwen.

## Bouwgeschiedenis
Voor de oprichting van het klooster bevond zich op het kloosterterrein een burcht. In 1106 ontstonden de beide 42 meter hoge romaanse torens. Het kerkschip werd na een brand in 1497 vermoedelijk in gotische stijl herbouwd. Tijdens de Dertigjarige Oorlog volgde de verwoesting van het klooster. Het huidige kerkschip werd in de 18e eeuw gebouwd.

## Bijzonderheden[1].
- Blikvanger in de kerk is het 11 meter hoge barokke hoogaltaar uit 1722 belegd met gefineerd notenboomhout, een geschenk van keurvorst Karel Filips wiens wapen zich boven de nis van het altaar bevindt. De zijaltaren zijn van 1733. De orgelkas dateert uit het tweede kwart van de 18e eeuw[2].
- Bijzonder is een uit zandsteen vervaardigd kruis met een geklede romaanse Christus dat zich in de middelste spitsboog van de tweede geleding van de zuidelijke toren bevindt. De voeten van de Gekruisigde zijn niet genageld en de Christusfiguur is baardloos en draagt in plaats van de doornenkroon een koningskroon. Dit type corpus is een romaanse bijzonderheid, geïnspireerd op het in het italiaanse Lucca vereerde Volto Santo (Heilig Angelaat), waarvan er in Duitsland slechts weinig zijn, zoals het Immervard-crucifix in de Dom van Brunswijk uit circa 1175, dat in de middeleeuwen een enorme populariteit in Europa genoot en leidde tot het maken van vele replica's in meerdere landen.
- Op gelijke hoogte bevindt zich boven het portaal een reliëf van Christus in een mandorla.

## Afbeeldingen

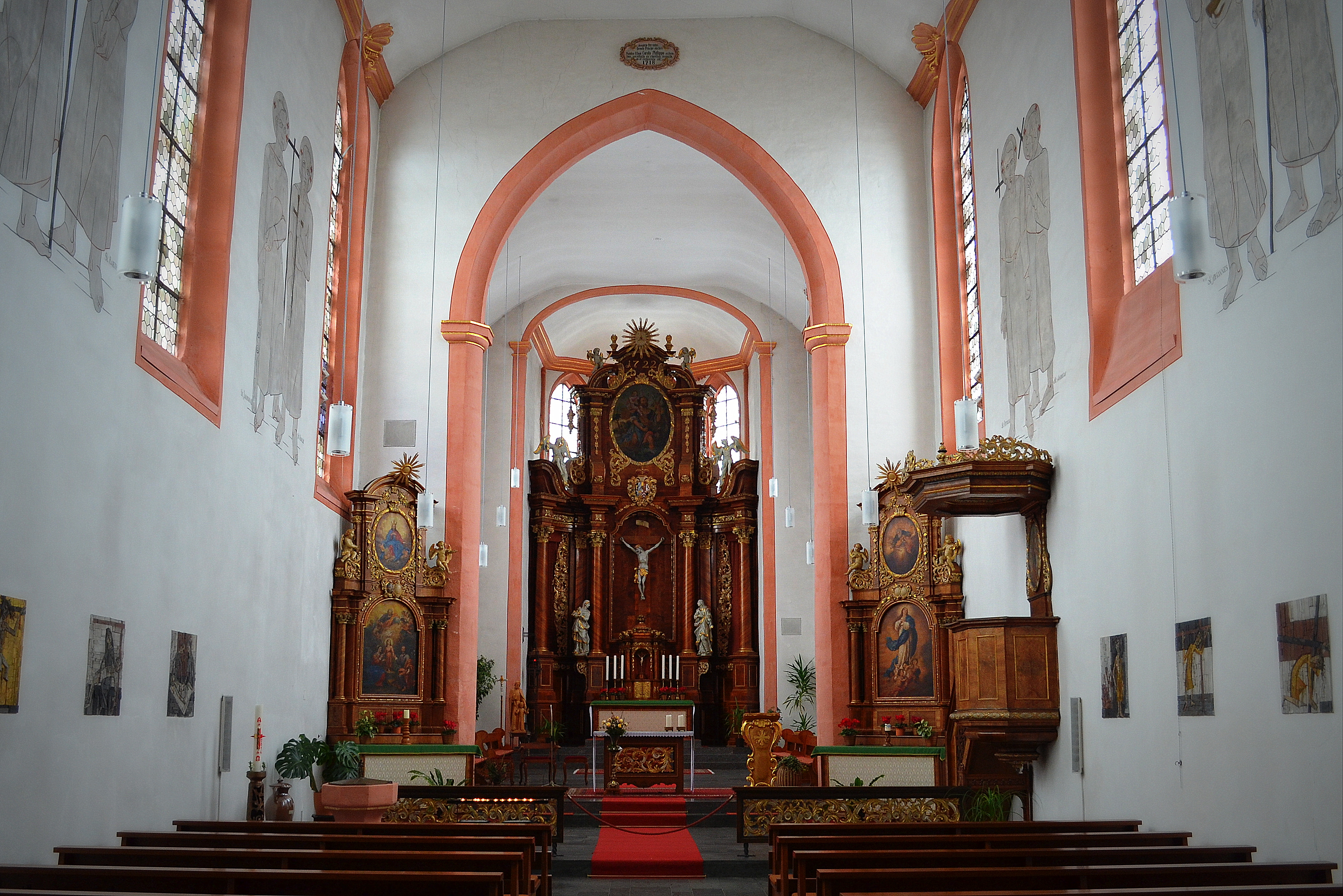
Overzicht interieur
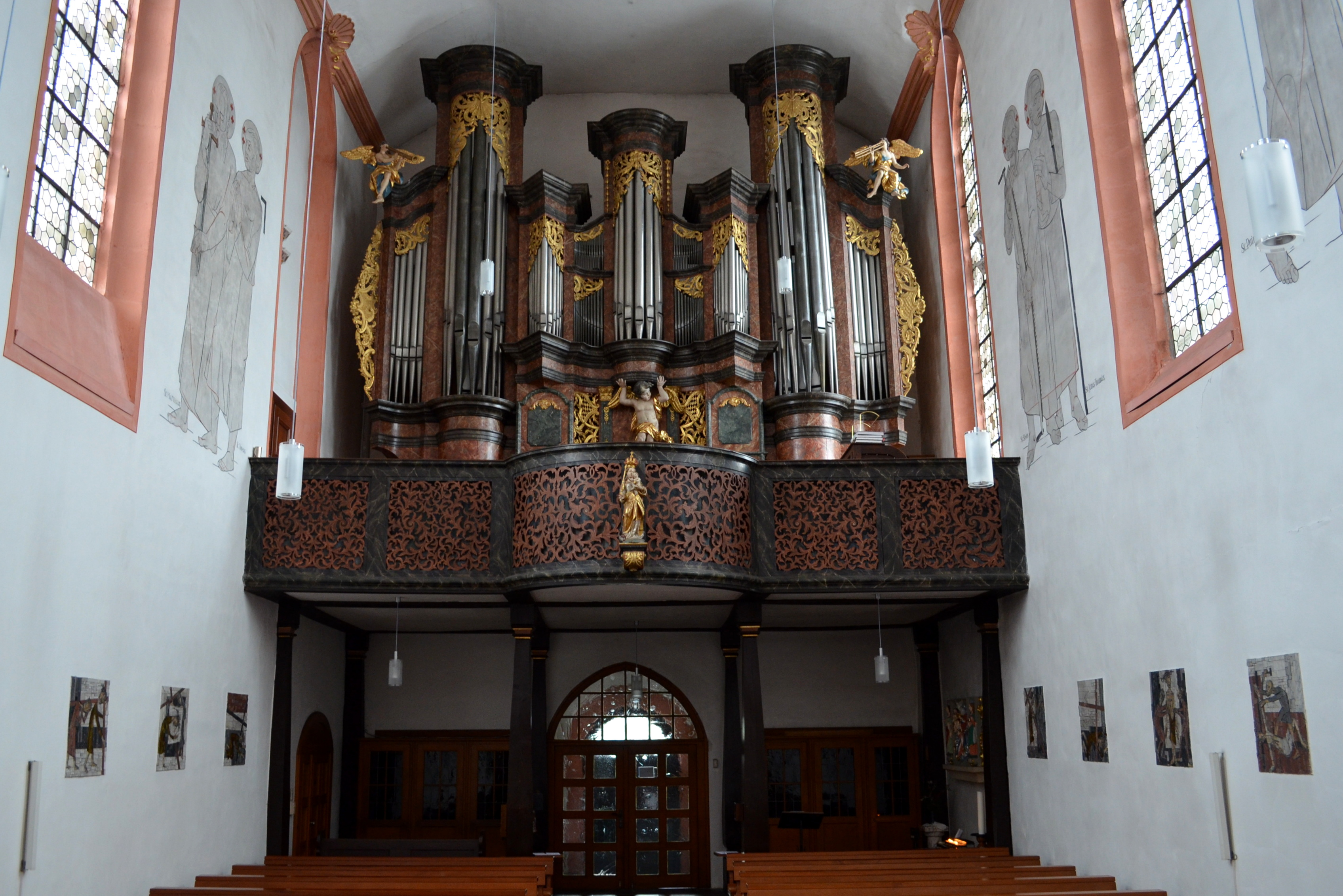
Orgel
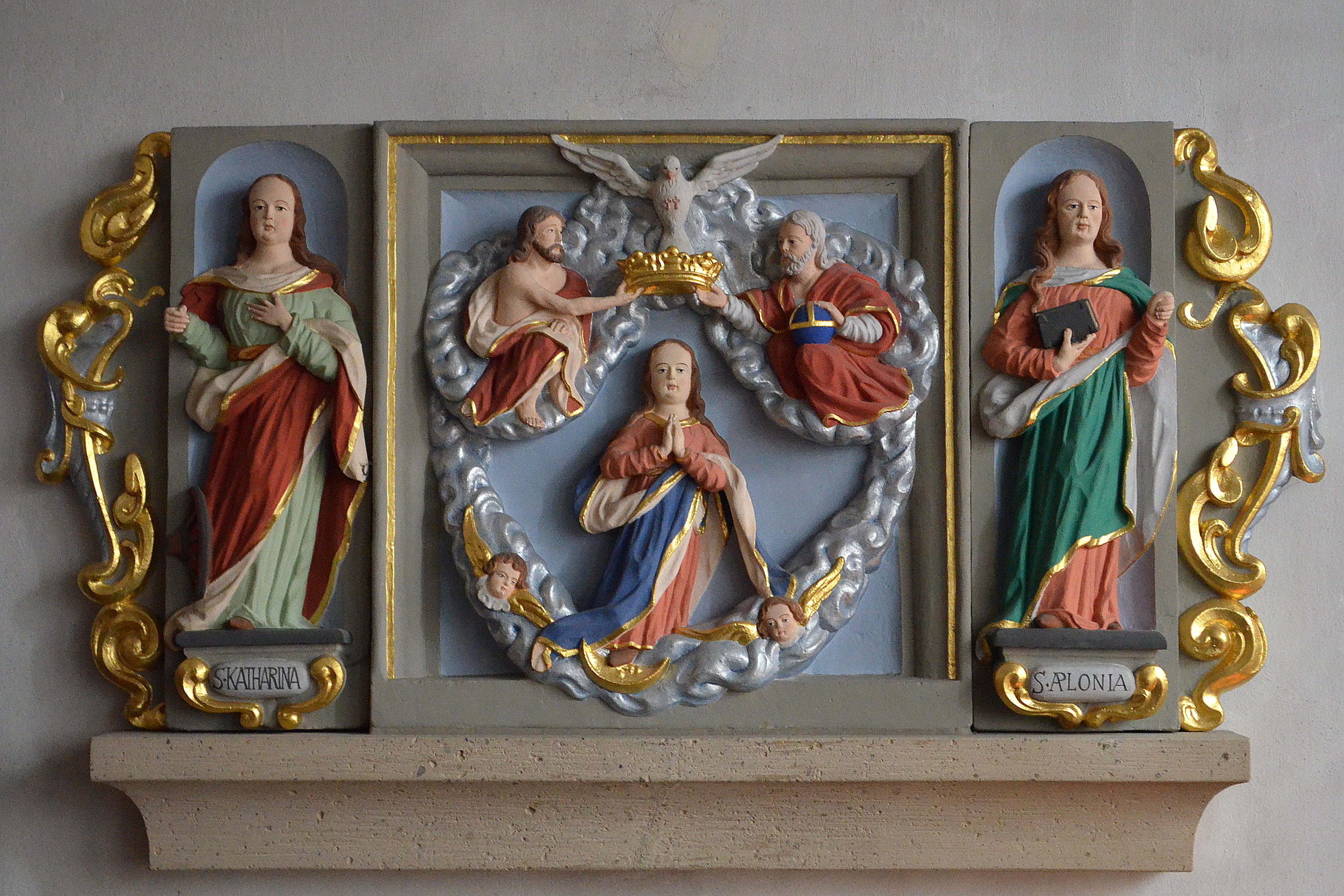
Beeldengroep
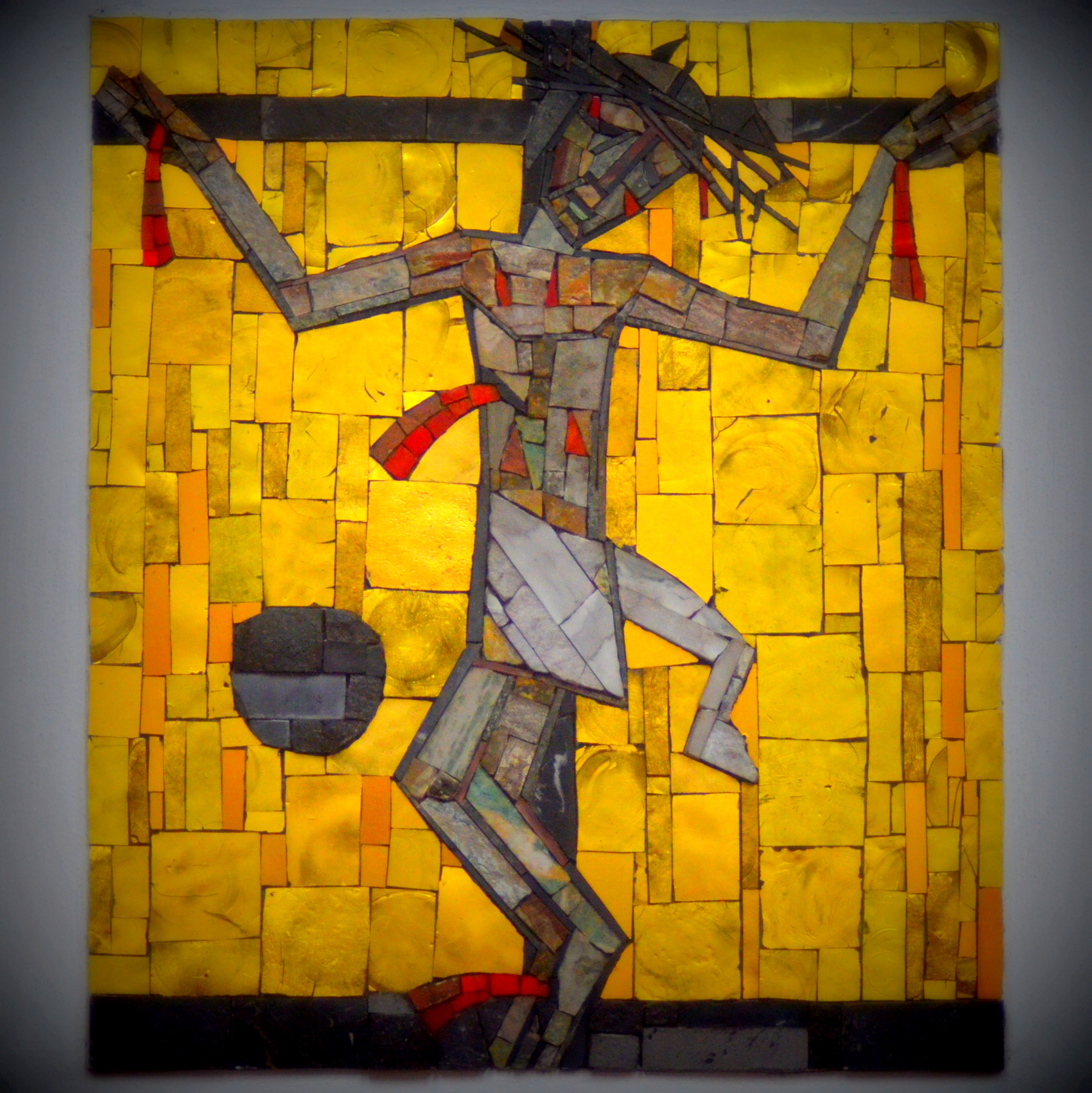
Kruiswegstatie
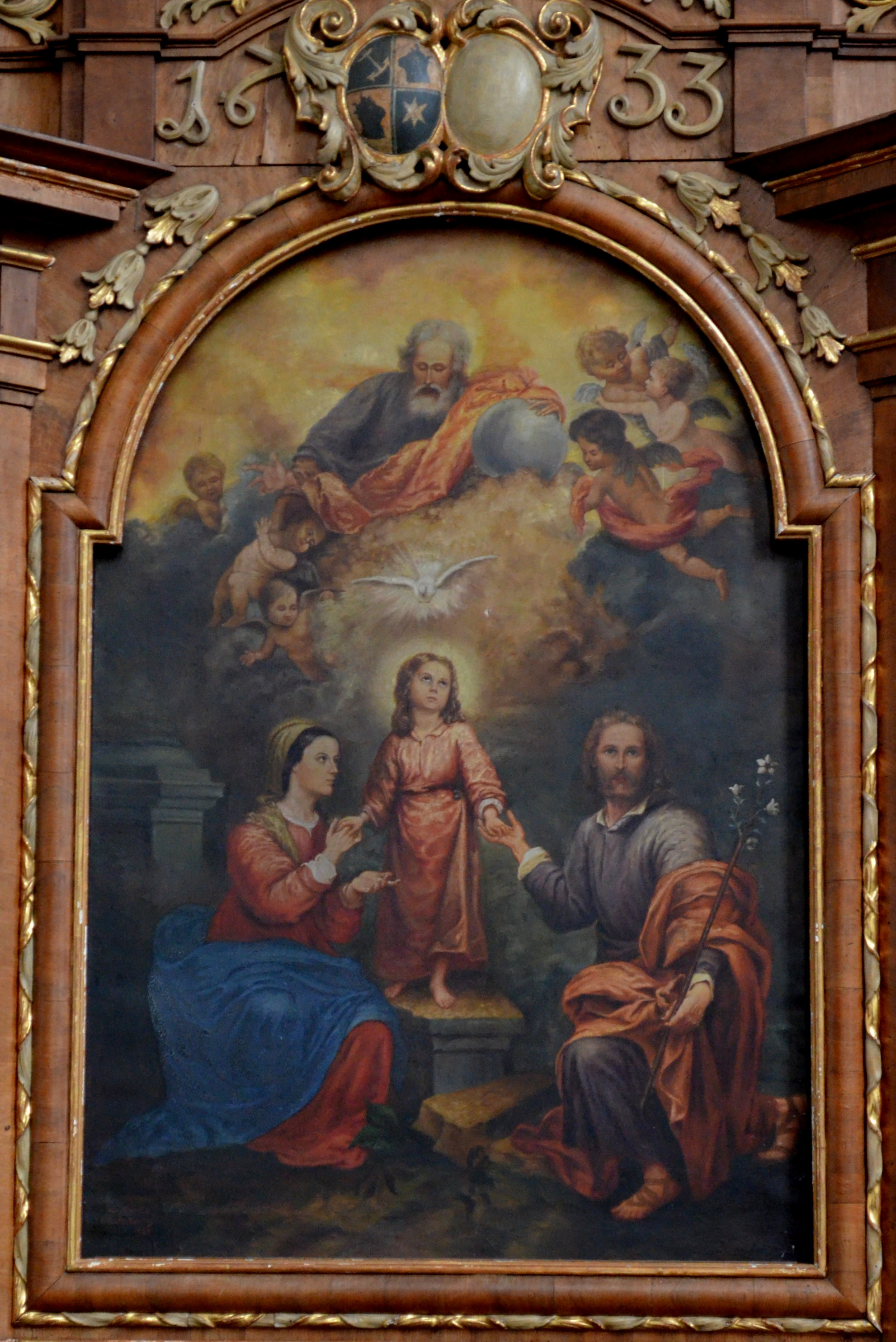
Zijaltaar